# Callosobruchus rhodesianus
Callosobruchus rhodesianus is een keversoort uit de familie bladkevers (Chrysomelidae). De wetenschappelijke naam van de soort werd in 1902 gepubliceerd door Maurice Pic.